# Pavullo nel Frignano
Pavullo nel Frignano ist eine italienische Gemeinde (comune) mit 18.268 Einwohnern (Stand 31. Dezember 2023) in der Provinz Modena innerhalb der Region Emilia-Romagna.

## Geographie
Die Gemeinde liegt etwa 35 km südlich von Modena im tosko-emilianischen Apennin auf einer kleinen Hochebene zwischen den Tälern des Panaro im Osten und Secchia im Westen. 

## Verwaltungsgliederung
Zu Pavullo del Frignano gehören die Fraktionen Benedello, Camatta, Castagneto, Coscogno, Crocette, Frassineti, Gaiato, Iddiano, Niviano, Miceno, Montebonello, Montecuccolo, Montorso, Monzone, Olina, Renno, Sassoguidano und Verica.
Die Nachbargemeinden sind Guiglia, Lama Mocogno, Marano sul Panaro, Montecreto, Montese, Polinago, Serramazzoni, Sestola und Zocca.

## Verkehr
Durch Pavullo führt die Strada Statale 12 dell’Abetone e del Brennero. Der Ort hat einen Flugplatz für die Allgemeine Luftfahrt.

## Gemeindepartnerschaften
Partnergemeinden von Pavullo sind Borgo San Lorenzo und Pescia in Italien sowie Strzegom in Polen und Capitán Pastene in Chile.

## Persönlichkeiten
- Raimondo Montecuccoli (1609–1680), kaiserlicher Feldherr
- Cecilio Folli (1614–1682), Anatom und Stadtphysicus von Venedig
- Arrigo Polillo (1919–1984), Jazz-Autor
- Patrizia Piacentini (* 1961), Ägyptologin
- Giovanni Manfredini (* 1963), Maler
- Luca Toni (* 1977), Fußballspieler
- Francesca Bertoni (* 1993), Mittelstrecken- und Hindernisläuferin
- Silvia Bussoli (* 1993), Volleyballspielerin
- Rachele Barbieri (* 1997), Radsportlerin